# 松木シュンドウ
松木 シュンドウ（まつき シュンドウ、1988年2月17日 - ）は、日本の俳優。宮城県出身。身長は180cm、血液型はB型。コンプリート☆キッズ所属。

## 人物
- 特技は、アクション・アーチェリー・テコンドー・ボイスパーカッション。
- 資格・免許は、テコンドー1段・普通自動車。

## 出演

### 映画
- デスヤンキー 高校生篇（2011年11月）
- デスヤンキー 死闘篇（2011年11月）
- to-be(2011年12月）
- G→ON(2012年3月）主演
- ワーストギア(2012年4月）
- ワルガール(2012年6月）
- 少年ギャング(2012年6月9日公開）
- B→ON「死闘篇」（2012年7月28日公開)
- B→ON「決闘篇」（2012年7月28日公開）
- DOUBLE X(2012年8月26日公開）
- G.F.G 〜ゴールデン・ファンキー・ガール〜（2012年9月29日公開）
- B→ON.R(2012年11月11日公開）
- GANG JUDGE(2012年11月11日公開）
- ヤンキーロード(2013年2月16日公開）
- ローリングQ(2013年2月16日公開）
- ごくやん~極道ヤンキーティチャー（2013年3月30日公開）
- BEN BEN(2013年6月15日公開）
- BEN BEN ZERO~爆裂ヤンキー伝（2013年6月15日公開）
- デッド・ヤンキー・デッド(2013年8月24日公開）
- WELLDONE~極道兄弟(2013年8月24日公開）
- BOMBER~ヤンキーポリス(2013年10月12日公開）
- 喧嘩請負人（2013年12月14日公開）
- DEMOLITION（2013年12月14日公開）
- 悪少年(ヤンキー)（2014年1月25日公開）（主演）
- ギャン×key（2014年3月1日公開）
- クローZ（2014年4月12日公開）
- ごくやん〜突破口篇〜（2014年6月8日公開）
- 少女ギャング（2014年10月5日公開）
- 荒くれKING（2014年11月30日公開）
- ごくやん〜絆篇〜（2015年3月15日公開）
- ドラゴンヤンキー（2015年3月15日公開）

### CM
- 読売新聞